# Pardal del Sind
El pardal del Sind (Passer pyrrhonotus) és una espècie d'ocell de la família dels passèrids (Passeridae). Habita vegetació de ribera, herba alta i matolls del sud-est de l'Iran, sud del Pakistan i oest de l'Índia.